# Leo Ejup
Leo Ejup (Novo Mesto, 9 september 1994) is een Sloveens profvoetballer die als centrale verdediger speelt. Hij heeft een Bosnische vader en een Kroatische moeder.
Ejup doorliep de jeugdopleiding van NK Krka en speelt daar sinds 2013 in het eerste team. Het eerste deel van het seizoen 2013/14 werd hij verhuurd aan NK Bela Krajina. Ejup is Sloveens jeugdinternational.